# ホースブレッド
ホースブレッド(Horsebread)は、中世ヨーロッパで生産、消費されたパンの種類である。当時、オーツムギ、ライムギ、ドングリ等の小麦粉以外の穀物とともに乾燥スプリットピー等の豆やふすまを混ぜたものであり、このパンは低質であるとみなされていた。市販されている最も安いパンの1つである。
干し草と比べてコンパクトで消化しやすく、名前が示唆するとおり、もともとウマの餌のサプリメントとして用いられてきた。ホースブレッドは、荷馬の回復のために与えられ、また、競走馬のトレーニングの一環として、特別なレシピのホースブレッドが開発された。
攻城戦や飢饉の時等には、安価なホースブレッドで人口の維持ができた。また、飽食の時代になっても、非常に貧しい人によって食べられた。労働集約的で高価な白パンを買う経済的余裕がある人は、ホースブレッドやライ麦パン、オオムギパンを自らの社会的地位に適さないものと考えたため、このパンは常に貧困と関連していた。
ホースブレッドの製造や販売は、法律によって規制されている。1389年のリチャード2世の下での議会法(13 Ric. 2. c. 8)では、ホステルや宿屋ではホースブレッドを販売することが許可されず、認定されたパン職人のみが作ることができること、またパンの重量と価格は「市場におけるトウモロコシの価格に見合った妥当なもの」であるべきだと定められたが、違反者に対する罰則はなかった。1402年、ヘンリー4世の下での法律(4 Hen. 4. c. 25) で、パンの販売価格の3倍に相当する罰金が定められた。
1540年、ヘンリー8世の時代にこの法律は改正(32 Hen. 8. c. 41)され、7年間パン屋がない町のホステルや宿屋では、「現在のトウモロコシの価格に従って」妥当な価格であれば、ホースブレッドを製造、販売することが許可された。1623年にジェームズ1世の下でできた別の法律(21 Jas. 1. c. 21)でもこの内容は確認され、治安判事は彼らが適切と考える罰金を設定する権限を与えられた。
小麦の精製には労働力が必要なため、白パンは当時は一般的に、中流階級や富裕層が食べるパンであった。これは、今日では全粒粉パンが健康食やグルメ食として高級化しているのと対照的である。これは一部には、現在の小麦は中世ヨーロッパのものと比べてグルテン含量が多く、そのため精製度合の低い小麦から作られたパンは、中世のものと比べて口当たりがよくなったためである。